# Morte de Yazan al-Kafarneh
Yazan al-Kafarneh (árabe: يزن الكفارنة) foi um menino palestino com paralisia cerebral que faleceu devido a desnutrição em 4 de março de 2024, aos 10 anos. Sua morte ocorreu durante a fome na Faixa de Gaza, causada pelo endurecimento do bloqueio israelense durante a Guerra em Gaza. Ele se tornou um símbolo das crianças em Gaza e da crise de fome na região, com sua imagem sendo utilizada por políticos e organizações internacionais.

## Contexto
Uma triagem de desnutrição realizada no norte da Faixa de Gaza em janeiro de 2024 pela UNICEF e pelo Programa Alimentar Mundial constatou que cerca de 16% das crianças menores de dois anos apresentavam desnutrição aguda, enquanto testes semelhantes em Rafah indicaram que pelo menos 5% das crianças dessa faixa etária sofriam de desnutrição.
A crise decorre dos ataques aéreos israelenses, que destruíram a infraestrutura alimentar, e da escassez generalizada de suprimentos essenciais, combinada com o bloqueio contínuo da Faixa de Gaza e a limitada ajuda humanitária [en]. Em 3 de janeiro de 2024, Arif Husain, economista-chefe do Programa Alimentar Mundial, declarou que 80% das pessoas no mundo que enfrentam fome ou fome catastrófica estavam na Faixa de Gaza, afirmando: "Em toda a minha vida, nunca vi algo assim em termos de gravidade".
No mesmo mês, o chefe do COGAT [en] de Israel, Coronel Moshe Tetro, responsável por facilitar a ajuda humanitária na Faixa de Gaza, afirmou que não havia escassez de alimentos em Gaza.

## Morte
Yazan al-Kafarneh vivia com sua família em Beit Hanoun, no norte de Gaza, antes da guerra, onde recebia alimentação, água e cuidados médicos adequados. Devido à sua condição, ele necessitava provavelmente de uma dieta especial composta por alimentos macios e altamente nutritivos. No entanto, múltiplos ataques aéreos israelenses forçaram a família a se deslocar várias vezes. Em busca de melhores cuidados, alimentos e água, a família se mudou para Rafah, no sul de Gaza, uma área considerada segura pelo governo israelense.
Nas imagens tiradas antes de sua morte, repórteres do New York Times descreveram Yazan com a pele encolhida e murcha, pálida e esticada sobre cada curva de osso, flácida em cada cavidade. Uma das fotos mais compartilhadas online mostra sua mão direita com uma linha de terapia intravenosa.

## Repercussão
A imagem e a morte de Yazan foram mencionadas em um discurso na Assembleia Geral da ONU em Nova York, pelo representante palestino na ONU, Riyad Mansour [en]. Mansour afirmou que sua morte resultou do uso da fome como arma de guerra por Israel e pediu o fim da impunidade israelense. Fotos de al-Kafarneh foram amplamente compartilhadas online por ativistas, jornalistas e apoiadores palestinos, para dar um rosto humano ao desastre humanitário em Gaza, causado pela ofensiva em curso, problemas na entrega de ajuda humanitária e a possível fome. Um relatório em vídeo da Al Jazeera, destacando a falta de alimentos e a situação dos civis na Faixa de Gaza, foi gravado em frente ao corpo de al-Kafarneh enquanto era preparado para o sepultamento, mostrando seu corpo emaciado.